# Jean Rayrole
Jean Rayrole, né le 22 août 1932 à Brest et mort le 8 mars 2008, est un astronome français. Il a étudié à la Sorbonne et a obtenu son doctorat en 1967 pour sa contribution à l'étude de la structure du champ magnétique dans les taches solaires. À partir de 1955, Jean Rayrole a travaillé à l’observatoire de Paris dont il est devenu le directeur du service solaire (1969-70) et du département d’astrophysique solaire et planétaire (1970-77).
Dans le cadre d’une collaboration européenne initiée par JOSO (Joint Organization For Solar Observations), Jean Rayrole fut l’un des scientifiques qui initia les campagnes de recherche des meilleurs endroits pour l’installation des instruments solaires. L'observatoire du Teide de l'Institut d'astrophysique des Canaries (IAC), situé à 2400 mètres d’altitude, fut le site sélectionné.
Jean Rayrole a conçu et a participé à toutes les phases de la construction du télescope solaire THEMIS (Télescope Héliographique pour l’Etude du Magnétisme et des Instabilités Solaires) dont il présenta les premiers plans en 1975 à l’Institut national d’Astronomie et de géophysique. Ce télescope de 90 centimètres de diamètre de conception révolutionnaire était à l’époque le télescope solaire le plus grand du monde. Il permet de mesurer avec précision la polarisation des raies spectrales du Soleil à haute résolution spatiale, spectrale et à haute cadence temporelle. Les observations ainsi obtenues permettent d’analyser les champs magnétiques solaires et de comprendre les processus énergétiques du Soleil.
En 1984 l’INSU (Institut National des Sciences de l’Univers), institut du CNRS, décide de construire le télescope en collaboration avec l’observatoire de Paris. Jean Rayrole sera le directeur scientifique du projet. En 1992, une collaboration entre le CNRS et le CNR (Conseil National de Recherche) d’Italie permet la construction de l’édifice et l’installation du télescope et de son instrumentation à l’observatoire du Teide. THEMIS reçoit sa première lumière le 16 mars 1996 et est inaugurée cette même année par le roi et la reine d’Espagne, les autorités françaises et italiennes. Depuis ce jour, l’exploitation du télescope est assurée par la société privée de droit espagnol THEMIS S.L financée par le CNRS et le CNR jusqu'en 2009, et par le CNRS-INSU ensuite. 
En 1996, l’État français remet le titre de Chevalier de la Légion d'honneur à Jean Rayrole pour sa contribution au développement de la recherche solaire.